# Championnat de Nouvelle-Calédonie de football 2011
Navigation
Édition précédente Édition suivante
La saison 2011 du Championnat de Nouvelle-Calédonie de football est la seizième édition du championnat de première division en Nouvelle-Calédonie et la dernière à se disputer sous cette formule. Les quatre meilleurs clubs de Grande Terre et le champion des Îles Loyauté s'affrontent au sein d'une poule unique pour désigner le champion de Nouvelle-Calédonie.
C'est l'AS Mont-Dore, tenant du titre, qui remporte à nouveau la compétition cette saison après avoir terminé en tête du classement, avec six points d'avance sur l'AS Thio Sport et sept sur Hienghène Sports. C'est le quatrième titre de champion de Nouvelle-Calédonie de l'histoire du club.

## Compétition
Les classements sont basés sur le barème de points suivant : victoire à 4 points, match nul à 2, défaite à 1.

### Super Liguede Grande-Terre
| Rang | Équipe           | Pts | J  | G  | N | P  | Bp | Bc | Diff |
| ---- | ---------------- | --- | -- | -- | - | -- | -- | -- | ---- |
| 1    | AS Mont-DoreT    | 45  | 14 | 10 | 1 | 3  | 36 | 17 | +19  |
| 2    | Hienghène Sports | 38  | 14 | 7  | 3 | 4  | 25 | 26 | -1   |
| 3    | AS Thio SportP   | 37  | 14 | 7  | 2 | 5  | 26 | 26 | 0    |
| 4    | Gaïtcha FCNC     | 36  | 13 | 6  | 5 | 2  | 22 | 17 | +5   |
| 5    | AS Magenta -2    | 31  | 13 | 6  | 2 | 5  | 24 | 18 | +6   |
| 6    | AS Lössi         | 28  | 13 | 4  | 3 | 6  | 22 | 22 | 0    |
| 7    | Mouli Sport      | 24  | 14 | 3  | 1 | 10 | 20 | 29 | -9   |
| 8    | AS Kunié         | 19  | 13 | 1  | 3 | 9  | 19 | 39 | -20  |

|  | Qualification pour la phase finale                                                                |
|  | T : Tenant du titre C : Vainqueur de la Coupe de Nouvelle-Calédonie P : Club promu en Super Ligue |

- Les rencontres Gaïtcha FCN-AS Magenta et AS Kunié-AS Lössi ne sont pas disputées et ont été annulées pour une raison inconnue.

### Phase finale
Les quatre clubs de Grande Terre qualifiés retrouvent l'AS Qanono, champion des îles de la Loyauté.
| Rang | Équipe           | Pts | J | G | N | P | Bp | Bc | Diff |  | Résultats (▼ dom., ► ext.) | Mt-D | Thio | Hien | Gaït | Qano |
| ---- | ---------------- | --- | - | - | - | - | -- | -- | ---- |  | -------------------------- | ---- | ---- | ---- | ---- | ---- |
| 1    | AS Mont-DoreT    | 28  | 8 | 6 | 2 | 0 | 23 | 8  | +15  |  | AS Mont-DoreT              |      | 3-1  | 3-2  | 7-1  | 3-0  |
| 2    | AS Thio SportP   | 22  | 8 | 4 | 2 | 2 | 15 | 12 | +3   |  | AS Thio SportP             | 1-1  |      | 2-3  | 2-1  | 1-0  |
| 3    | Hienghène Sports | 21  | 8 | 4 | 1 | 3 | 18 | 18 | 0    |  | Hienghène Sports           | 2-3  | 1-1  |      | 4-3  | 2-0  |
| 4    | Gaïtcha FCNC     | 13  | 8 | 1 | 2 | 5 | 17 | 25 | -8   |  | Gaïtcha FCNC               | 0-0  | 1-4  | 5-1  |      | 3-3  |
| 5    | AS Qanono        | 12  | 8 | 1 | 1 | 6 | 11 | 21 | -10  |  | AS Qanono                  | 1-3  | 2-3  | 1-3  | 4-3  |      |

|  | Qualification pour la Ligue des champions de l'OFC 2012-2013                                      |
|  | T : Tenant du titre C : Vainqueur de la Coupe de Nouvelle-Calédonie P : Club promu en Super Ligue |

## Bilan de la saison
| Championnat de Nouvelle-Calédonie de football 2011 |                         |
| Champion                                           | AS Mont-Dore (4e titre) |
| Coupes et trophées                                 |                         |
| Vainqueur de la Coupe de Nouvelle-Calédonie 2011   | Gaïtcha FCN             |
| Qualifications continentales                       |                         |
| Ligue des champions de l'OFC 2012-2013             | AS Mont-Dore            |
| Promotions et relégations                          |                         |
| Promus en Super Ligue                              | Tiga Sport              |
| Promus en Super Ligue                              | JS Baco                 |
| Relégués en Promotion d'Honneur                    | Aucun                   |